# Parlamento de la República Popular de Azerbaiyán

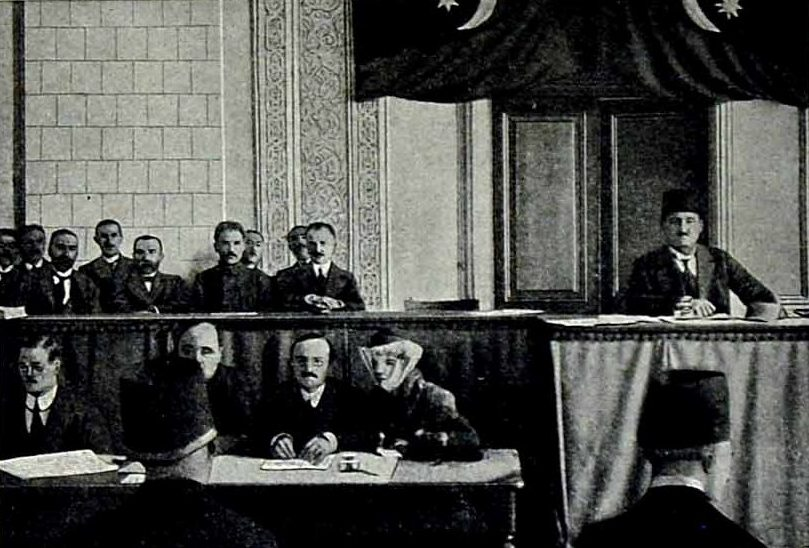
Primera reunión del parlamento de República Democrática de Azerbaiyán.

Parlamento de la República Democrática de Azerbaiyán, Primera República parlamentaria creada en el Oriente Musulmán (7 de diciembre de 1918, a las 13:00 hrs.).

## Historia y fundación
El 28 de mayo de 1918 la Facción musulmana declaró el Consejo Nacional de Azerbaiyán en la asamblea de Transcaucasia. Así, se creó el primer Parlamento de Azerbaiyán y se pusieron las bases de la primera república parlamentaria. Como se expone en la Declaración de Independencia, "Hasta que se reúna la Asamblea Constituyente, Azerbaiyán se rige por el Consejo Nacional y el Gobierno Provisional, que es en quien recae la responsabilidad ante el Consejo Nacional”. El 17 de septiembre de 1918, tres meses después del establecimiento del gabinete de Fatali kan Khoyski, el gobierno de la República Popular de Azerbaiyán se trasladó a Bakú. Bakú se convirtió en la ciudad capital. El 9 de noviembre la bandera nacional de la República Popular de Azerbaiyán fue reemplazada por una bandera tricolor con una media luna y una estrella de ocho puntas en el centro. Los trabajos de construcción se ampliaron en diferentes ámbitos de la vida sociopolítica, económica y cultural. El gobierno de Fatali kan Khoyski, que fue fiel a las normas y reglas de la dirección de la república parlamentaria, al mismo tiempo, comenzó los preparativos para la convocatoria de la Asamblea Constituyente. Se estableció una comisión especial para dicho propósito. Sin transcurrir 6 meses desde la decisión del Consejo Nacional del 17 de junio de 1918 o, mejor dicho, aunque el Gobierno tenía la facultad de continuar en el poder solo, el 16 de noviembre de 1918 por iniciativa y apelación de Fatali kan Khoyski, el Consejo Nacional de Azerbaiyán comenzó su actividad nuevamente. A propuesta del Presidente del Gobierno, Fatali kan Khoyski, el Consejo Nacional de Azerbaiyán asumió la tarea de convocar a la Asamblea Constituyente. 

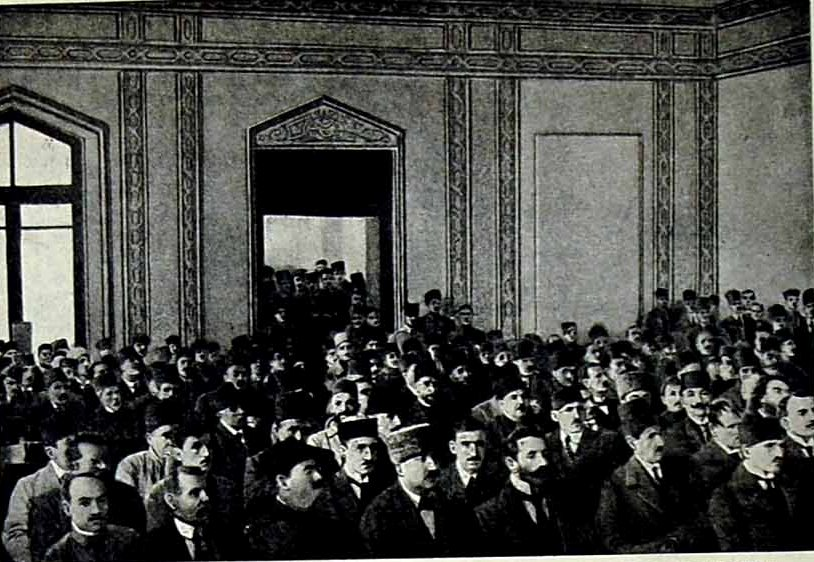
Parlamento de República Democrática de Azerbaiyán.

En la reunión del Consejo Nacional de Azerbaiyán celebrada el 19 de noviembre de 1918 bajo la presidencia de M. Rasulzade, se tomaron decisiones muy importantes en la historia del parlamentarismo de Azerbaiyán. En aquel momento, la República Popular de Azerbaiyán eligió un camino de desarrollo democrático a pesar de la situación extremadamente complicada. En aquella reunión del 19 de noviembre se determinó que todas las naciones que viven dentro de las fronteras del estado deberían estar representadas en el parlamento. 
De acuerdo con el censo caucásico, en estos territorios habitaban 2.750.000 personas. 1.900.000 de ellos eran musulmanes, 500.000 armenios y 230,000 rusos. Los musulmanes deben enviar 80 representantes, los armenios 21, los rusos 10 al calcular un delegado por cada 24.000 personas. Se decidió formar el Parlamento de Azerbaiyán con 120 miembros. Según la ley, de 21 representantes que iban a ser elegidos para el Parlamento entre los armenios, 8 debían ser elegidos de Ganja, 8 de Shusha y 5 de Bakú. De la población rusa en Bakú, el Consejo Nacional Ruso tuvo que enviar 10 representantes, de la organización nacional alemana 1, el Consejo Nacional Judío 1, el Comité Georgiano 1 y el Comité Polaco 1. Además, la ley también preveía enviar al Parlamento de la República de Azerbaiyán 3 representantes por la Junta Sindical de Bakú y 2 por la Cámara de Comercio de Bakú. Los miembros del Parlamento tenían inmunidad parlamentaria. 
Según la decisión de la reunión del Consejo Nacional de Azerbaiyán del 19 de noviembre de 1918, los 44 delegados turco-musulmanes que se habían elegido para la Asamblea Constituyente aún a fines del año 1917 fueron incluidos en el parlamento recién formado. Los 36 diputados restantes de los musulmanes y de otras naciones deberían ser reelegidos. La formación del nuevo parlamento tuvo que completarse el 3 de diciembre de 1918.
Como se ve, a pesar de que apenas había transcurrido medio año del genocidio de marzo del año 1918, había 21 representantes armenios en el parlamento azerbaiyano. Este paso dado en aquellas condiciones históricas fue una prueba fehaciente de la naturaleza democrática y del profundo respeto del pueblo azerbaiyano a los derechos humanos. En relación con la convocatoria del Parlamento de la República de Azerbaiyán se publica una arenga llamada “A todo el pueblo azerbaiyano” en nombre del Consejo Nacional de Azerbaiyán, con la firma de Rasulzade, el presidente del Consejo, el 29 de noviembre de 1918 en lenguas azerbaiyana y rusa. En aquella arenga se decía: 

“¡Ciudadanos! El Consejo Nacional de Azerbaiyán, que se cerró debido a las condiciones extremas de guerra y el período revolucionario, se reunió una vez más en Bakú, la capital de Azerbaiyán. La primera ley aprobada por el Consejo Nacional, un movimiento hacia el cambio y el desarrollo de este consejo, que estaba exclusivamente dedicado a los musulmanes de Azerbaiyán, fue convertido en un órgano a nivel estatal. Según la ley confirmada el día 19 de este mes por el Consejo Militar, pasará a ser un Parlamento de 120 miembros. A esta reunión se invitaron aparte de los representantes de las naciones minoritarias, también a los abogados de las regiones del país. Dejamos aparte la hostilidad y los conflictos, que no nos trajeron nada bueno más que desastre y miseria. La historia nos impulsó y obligó a vivir juntos. Para poder superar las nuevas dificultades de la vida, vamos a construir nuestras vidas sobre la base de estándares racionales y humanos fundados en el respeto mutuo. A pesar de las diferencias nacionales y religiosas, todos los ciudadanos azerbaiyanos son descendientes de una patria. Se deben ayudar unos a otros para formar una vida común en la patria común y lograr su propia prosperidad”.

El 7 de diciembre de 1918 se inauguró solemnemente el Parlamento de Azerbaiyán en el edificio de la antigua escuela de niñas de Haji Zeynalabdin Taghiyev ubicada en la calle Nikolayev (ahora el edificio del Instituto de manuscritos de Fuzuli). Fue el primer parlamento formado sobre la base de los principios más democráticos de aquella época en todo el Oriente musulmán. El presidente del Consejo Nacional de Azerbaiyán, Mahammad Amin Rasulzade pronunció un discurso de bienvenida en la apertura del parlamento.
Por la propuesta de la facción "Musavat" Alimardan bey Topchubashov fue elegido presidente del parlamento y el doctor Hasan bey Aghayev el primer vicepresidente. Como A.Topchubashov había acudido a la conferencia de paz de París y estaba de viaje, la actividad del parlamento fue presidida por H.Aghayev. En la primera reunión del parlamento, se adoptó la renuncia del gobierno de Fatali kan Khoyski y se decidió crear el nuevo gobierno. La reorganización del nuevo gobierno fue nuevamente asignada a F. Khoyski. 
El 26 de diciembre de 1918 F. Khoyski intervino en el Parlamento con su programa y presentó el cuerpo del nuevo gobierno para su aprobación. El parlamento adoptó el programa del gobierno y expresó su confianza en el gobierno de F. Khoyski. 
Una de las lecciones más importantes de nuestra historia en la época de la inauguración del Parlamento azerbaiyano fue el hecho de que aunque se habían asignado 21 escaños a los armenios y 10 a los rusos, ninguno de ellos participó en la apertura del Parlamento de Azerbaiyán. El Consejo Nacional Ruso de Bakú decidió no participar en el Parlamento, a pesar de que no tenía derecho moral para hablar en nombre de la población rusa en Azerbaiyán. Ellos intentaron demostrar que Azerbaiyán estaba rompiendo la idea de una "Rusia solidaria e indivisible" al proclamar su independencia. Como si la participación del Consejo Nacional Ruso en el Parlamento y en el gobierno fuera "el reconocimiento del hecho de la separación de Azerbaiyán de Rusia", lo que facilitó el reconocimiento de Azerbaiyán en el ámbito internacional. La decisión del Consejo Nacional de Rusia no reflejaba la opinión de la población rusa que pedía la invitación del parlamento azerbaiyano y defendía a sus representantes allí. Por lo tanto, la "Sociedad Ruso-Eslava" en Bakú se dirigió al Presidente del Consejo Nacional de Azerbaiyán, M. A. Rasulzade y le pidió permiso para que los miembros de aquella sociedad ingresaran al Parlamento "participaran en las actividades generales de la construcción del estado en Azerbaiyán".
En aquel momento, los armenios, que no podían reconciliarse con la independencia de Azerbaiyán, defendieron al Consejo Nacional Ruso y no asistieron a las reuniones del Parlamento por un tiempo. La táctica de los armenios de no participar en el Parlamento azerbaiyano duró más de dos meses. Finalmente, ellos también tomaron la decisión de unirse al Parlamento. Formaron dos facciones: la facción armenia y la Dashnaksutyun en el Parlamento azerbaiyano. Sus contribuciones posteriores al parlamento mostraron que la razón principal por la cual los armenios participaron en el Parlamento azerbaiyano no era la de servir al estado de Azerbaiyán, al desarrollo de la economía y la cultura de Azerbaiyán, sino ganar una nueva tribuna para la propaganda de sus propias ideas sobre la "gran Armenia".
Además, el hecho de que en un Parlamento de menos de 100 miembros que había concentrado el poder superior en el país en sus manos participaban 11 facciones y grupos también obstaculizaba la construcción independiente del estado en condiciones internas e internacionales extremadamente complejas. Ciertas facciones y grupos a menudo preferían los intereses limitados, de grupo o de su facción a los intereses nacionales. Por ejemplo, el bloque socialista del Parlamento, bajo el pretexto de "proteger los intereses de los pobres", promovió regularmente la idea de la integración de Azerbaiyán a la Rusia soviética, logró la confirmación de la decisión de abrir una representación diplomática en la Unión Soviética y finalmente apoyó la intervención del Ejército Rojo en el país, que no fueron otra cosa más que los trabajos contra los intereses de la República Popular. 
Desde el primer día del establecimiento del Parlamento de Azerbaiyán, su trabajo se basó en los principios característicos de las repúblicas democráticas. Cabe señalar que, aunque el Parlamento aprobó la ley sobre la organización del parlamento de 120 miembros, el Parlamento nunca llegó a poseer miembros en esta cantidad por diversas razones.
Por lo tanto, el Parlamento de la República Popular de Azerbaiyán dejó una huella muy profunda y rica en la historia cultural parlamentaria y en la historia del Estado de Azerbaiyán con sus actos y decisiones legislativas de alto nivel, con la experiencia de la construcción estatal independiente implementada en un período de 17 meses de la función incesante.
Durante las primeras sesiones del Parlamento azerbaiyano, las facciones y grupos del partido que participaban en sus trabajos hacían declaraciones sobre sus programas de trabajo. Un objetivo común en estas declaraciones llamaba la atención: mantener la independencia y la integridad territorial, los derechos nacionales y políticos de la joven República de Azerbaiyán, crear y fortalecer relaciones amistosas del pueblo y gobierno de Azerbaiyán con otros pueblos y gobiernos, especialmente con los pueblos vecinos, establecer la construcción de un estado de derecho y democrático en la república, llevar a cabo amplias reformas sociales y construir un ejército fuerte capaz de defender al país.

### I período del Parlamento
El primer período transcurrió del 27 de mayo al 19 de noviembre de 1918. Durante estos seis meses, el primer Parlamento de Azerbaiyán, que actuaba bajo el nombre del Consejo Nacional de Azerbaiyán y que constaba de 44 delegados musulmanes-turcos, tomó decisiones históricas muy importantes. Nuestro primer Parlamento declaró la independencia de Azerbaiyán el 28 de mayo de 1918, asumió el control del país y adoptó la Declaración de Independencia. 
La Declaración de Independencia proclamada por el Consejo Nacional de Azerbaiyán en la residencia de la dictadura Tbilisi-Caucásica, en un momento histórico muy complicado y decisivo, sigue conservando su importancia histórica y práctica como el documento legal más brillante de la historia de la democracia y las tradiciones parlamentarias de Azerbaiyán. 
Durante la actividad del Consejo Nacional, se celebraron un total de 10 reuniones junto con la asamblea constituyente del Parlamento de Azerbaiyán. La primera reunión se celebró en Tbilisi el 27 de mayo de 1918, y la última reunión se celebró en Bakú el 19 de noviembre de 1918. El 27 de mayo se estableció el Consejo Nacional de Azerbaiyán, el 17 de junio suspendió temporalmente sus actividades y puso en manos del Gobierno Provisional todos los poderes: legislativos y ejecutivos, con la condición de que se convocara a la Asamblea de Diputados a más tardar en seis meses. Después de que el Gobierno de la República Popular de Azerbaiyán se mudó a Bakú el 17 de septiembre de 1918, el Consejo Nacional de Azerbaiyán renovó su actividad el 16 de noviembre. El 19 de noviembre, el Consejo Nacional de Azerbaiyán aprobó una ley sobre la convocatoria del Parlamento azerbaiyano para la Asamblea Constituyente del 3 de diciembre, la Asamblea del Pueblo de Azerbaiyán, y cesó su actividad. Así, el Parlamento de Azerbaiyán sesionó en Tbilisi, Ganja y Bakú durante este período de actividades, mejor dicho, durante el período del Consejo Nacional.

### II período del Parlamento
El segundo período del parlamento llamado Período de Bakú, duró solo 17 meses, del 7 de diciembre de 1918 al 27 de abril de 1920. La primera reunión se celebró el 7 de diciembre de 1918 y la última reunión el 27 de abril. Durante este período el Parlamento tuvo un total de 145 reuniones. Se procedió a la suspensión de 15 de estas reuniones por falta de quorum. Dos de las 130 reuniones restantes coincidieron con el primer aniversario de la liberación de Azerbaiyán y Bakú, respectivamente, el 28 de mayo y el 15 de septiembre (1919); Las cuatro se celebraron en los días solemnes 12 de marzo de 1919 y el 12 de marzo de 1920, los aniversarios segundo y tercero de la Gran Revolución Rusa; con motivo de la firma de un acuerdo sobre la cooperación militar entre Azerbaiyán y Georgia el 27 de junio de 1919 y el reconocimiento de facto de la independencia de Azerbaiyán por los países participantes de la conferencia de paz de París que tuvo lugar el 14 de enero de 1920. Las dos estaban relacionadas con el estado de emergencia: el 20 de diciembre de 1918, cuando Armenia le declaró la guerra a Georgia y el 17 de marzo de 1920 con motivo de la ratificación de los acuerdos sobre la cooperación económica entre Georgia y Azerbaiyán. En otras reuniones se discutieron los temas concernientes a la política interna y externa del país, economía y finanzas, el debate y la adopción de actos legislativos, la construcción del ejército y otros temas. 
En todas estas reuniones el Parlamento de la República Popular de Azerbaiyán adoptó una serie de leyes y decisiones muy importantes encaminadas a crear un estado jurídico democrático más moderno en el que se respetaran plenamente los derechos humanos y las libertades, tomando en cuenta las circunstancias históricas concretas y los principios establecidos en la Declaración de Independencia. Toma de decisiones. Todas estas leyes y decisiones, al fin y al cabo, se centraron en la división de poderes: legislativo, ejecutivo y judicial. 
El Parlamento de Azerbaiyán, que operaba en un entorno histórico interno e internacional muy complicado, cuando los grandes estados entraron en una etapa clave en su lucha por dividir el mundo en la Primera Guerra Mundial y existía la amenaza de nueva invasión del país, encaminó la parte significativa de su actividad a la preservación de la independencia estatal y la construcción del Ejército. Cabe señalar que los miembros del parlamento, por regla general, demostraron solidaridad y unanimidad al debatir las leyes y decisiones adoptados por el Parlamento en estas áreas.

## Parlamento y educación

Escudo de la Universidad Estatal de Bakú en 1919.

A pesar de actuar en las condiciones difíciles, el gobierno y el parlamento de la República, que perseguía el despertar nacional de nuestro pueblo, concentraba su atención en el desarrollo de la ciencia, educación pública y salud. En todas partes del país fueron abiertas escuelas, gimnasios, escuelas para niñas, jardines de infancia, cursos de formación de docentes de corta duración, bibliotecas, se estableció una red de hospitales y puntos auxiliares en las aldeas y luchaban contra las enfermedades infecciosas. 
Desde este punto de vista, cabe destacar la ley aprobada por el Parlamento el 1 de septiembre, sobre el establecimiento de la Universidad Estatal de Bakú ante el pueblo y personalidades de la República. Más tarde, cuando cayó la República Popular de Azerbaiyán, la Universidad Estatal de Bakú desempeñó un papel sin igual en la inmortalización de las ideas de la República y la obtención de la independencia de nuestro pueblo otra vez. 
El Gobierno y el Parlamento de la República, que prestaban especial atención al fomento de la ciencia y educación en el país, realizaron grandes esfuerzos para acelerar el desarrollo de los cuadros nacionales en esta área sin perder tiempo. Al mismo tiempo, el Parlamento azerbaiyano aprobó una ley sobre el envío de 100 jóvenes azerbaiyanos a países extranjeros para la educación a expensas del gobierno. El Parlamento creó una comisión especial de competencia integrada por cinco personas (Mehdi bey Hajinski, Ahmad bey Pepinov, Gara bey Garabayov, Abdulla bey Afandizada) y presidida por Mahammad Amin Rasulzade para determinar quiénes serían los jóvenes que se enviarían al extranjero. Si tenemos en cuenta lo anterior, podremos ver cuánta importancia se adjudicaba a este proceso. De acuerdo con la decisión de la comisión, 45 personas fueron enviadas a Francia, 23 a Italia, 10 a Inglaterra y 9 a las escuelas superiores de Turquía. 13 hombres jóvenes que fueron seleccionados para estudiar en Rusia no pudieron ir a estudiar porque allí había comenzado la guerra civil.

## Parlamento y política exterior
El parlamento y el gobierno de la República Popular de Azerbaiyán también trabajaron arduamente para lograr el reconocimiento de la joven república en el ámbito internacional y superar la amenaza de la injerencia extranjera. A este respecto, el Parlamento de la República decidió enviar una delegación especial a la Conferencia de paz en París encabezada por el presidente del Parlamento, A.M. Topchubashov. El destacado estadista de la época de la República, A.M .Topchubashov, logró el reconocimiento de facto de la República Popular de Azerbaiyán, superando dificultades arduas, pero su actividad en esta área quedó incompleta cuando el XI Ejército Rojo invadió Azerbaiyán del Norte. 
Una de las cuestiones que constituyeron una parte muy importante de la actividad del Parlamento de Azerbaiyán y el Gobierno de la República fueron las relaciones con los vecinos cercanos y los problemas fronterizos. Después de un trabajo muy intenso y lleno de tensiones, lograron regularizar las relaciones con Georgia, pero no fue posible normalizar las relaciones con Armenia debido a los grandes reclamos territoriales del gobierno armenio. En el período de la República Popular de Azerbaiyán, se firmaron una serie de acuerdos y convenios con el Irán de la dinastía Qajar, estos documentos fueron aprobados por el Parlamento. 
Las tradiciones parlamentarias se estaban desarrollando y fortaleciendo cada vez más, se formó una cultura parlamentaria más moderna durante el período de la República en Azerbaiyán. 

## Adopción de leyes
Se presentaron más de 270 proyectos de ley para su discusión en el parlamento, aproximadamente 230 de ellos fueron adoptados. Las leyes se discutían en un ámbito ardiente y activo de intercambio de opiniones y se aceptaban sólo después de la tercera lectura. 
En la preparación, discusión y aprobación de las leyes del parlamento participaban diputados de 11 facciones y grupos. 
Hubo 11 comisiones en el Parlamento: Presupuesto y Finanzas, propuestas legislativas, Comisión Central para Elecciones a la Asamblea Constituyente, mandato, asuntos militares, agrarios: de encuestas, comisiones de supervisión, editorial y obrera sobre las cuestiones del uso de las fuerzas productivas del país. 
La actividad del parlamento se dirigía por la resolución – “Instrucciones del Parlamento azerbaiyano” elaborada específicamente para este propósito. 
M.A.Rasulzadeh valoraba de esta manera la actividad del Parlamento de la República Popular de Azerbaiyán: 

El Consejo Nacional representaba a todas las clases y nacionalidades del país y tenía en sus manos el destino del estado. Sin él no se confirmaría ninguna orden, no se haría ningún gasto, no se comenzaría ninguna guerra, no se firmaría ninguna reconciliación. El gobierno se conserva cuando gana la confianza del consejo y cuando no, se pierde. El parlamento era el dominante absoluto.

## Fin de la actividad del Parlamento
En la noche del 26 al 27 de abril de 1920 las unidades ocupantes del 11 Ejército Rojo cruzaron las fronteras del estado independiente de Azerbaiyán y atacaron Bakú sin declarar la guerra. Bakú fue asediado también por mar. En la madrugada del 27 de abril, las fuerzas armadas comunistas tomaron edificios importantes tanto de dentro de la ciudad como de fuera. De hecho, bajo las circunstancias de derrocamiento de la República Popular de Azerbaiyán, los representantes comunistas, que actuaban bajo el dictado de los ocupantes, dieron el ultimátum al Parlamento de Azerbaiyán sobre la entrega del poder, en nombre del Comité Central del Partido Comunista (bolcheviques), buró en Bakú del Comité del Cáucaso del Partido Comunista (bolcheviques) de Rusia y Conferencia Central de Obreros. A este respecto, fue creada una comisión especial encabezada por Mammad Hasan Hajinski, que estaba a cargo de organizar un nuevo Gobierno (VI gabinete) después de la dimisión de Nasib bey Yusifbeyli el 30 de marzo (M. Rasulzade, G.Garabayov, A.Safikurdski, A.Gardaşov, S.Aghamalioghlu). Mammad Hasan Hajinski que mantenía relaciones cercanas con los bolcheviques entablaba conversaciones con los comunistas. Los resultados del ultimátum y las conversaciones de la comisión se debatieron en la última (145ª) reunión del Parlamento bajo la presidencia de Mammad Yusif Jafarov. La reunión comenzó el 27 de abril a las 20:45 y duró hasta las 23:25. Durante las discusiones con la propuesta de M. Rasulzade, las puertas del Parlamento se abrieron al pueblo. En su discurso, Rasulzade dijo: 

“¡Señores! No vamos a tomar la decisión histórica sin conciencia de la nación. Dejemos abierta la puerta del Parlamento del país para que todos se enteren de la situación peligrosa en que estamos y la decisión que vamos a tomar. Por eso, sugiero que no cerremos las puertas de nuestra asamblea a la nación y no tomemos decisión sin conciencia de la nación”.

Tras dar información sobre el ultimátum, M. Hajinski dijo que el gobierno debería ser entregado a los comunistas esta tarde; El Comité Central del Partido Comunista de Azerbaiyán declaró que, de lo contrario, harían todo lo posible para entregar el gobierno al Ejército Rojo. Los comunistas también advertían que si no entregamos el poder esta noche, los partidos políticos, incluido el partido Musavat, estarían prohibidos en el Parlamento; M.H. Hajinski también informó que los comunistas se negaron a escuchar nuestras propuestas y advirtieron que si el gobierno no iba a ser entregado voluntariamente, toda responsabilidad por las consecuencias recaería sobre los miembros del Parlamento. Al final de su discurso, M.Hajinski llamó a los parlamentarios a tomar la decisión correcta ante la situación actual para "salvar la nación". Sin embargo, Samad Aghamalioglu, Gara bey Garabayov, Aslan bey Safikurdski, Mammad Amin Rasulzadeh y Sultanmajid Ganizada M.Hajinski se opusieron a la rendición incondicional del poder a los comunistas. Sin embargo, para evitar el derramamiento de sangre, las autoridades expresaron su apoyo a los comunistas solo bajo ciertas condiciones, sobre todo, con la condición de que se mantuviera la independencia del país. Como resultado, el Parlamento decidió rendir el poder al Partido Comunista por mayoría de votos bajo las siguientes condiciones: 
1. La soberanía de Azerbaiyán, controlada por el gobierno soviético, se mantiene completamente; 
2. El órgano temporal será el gobierno formado por el Partido Comunista de Azerbaiyán; 
3. La última forma de gestión de Azerbaiyán se determina por el órgano supremo de la legislación, en persona de los consejos de diputados de obreros, campesinos y soldados, que no están bajo ninguna presión externa; 
4. Todos los trabajadores de los órganos autoritarios se conservan es sus puestos de trabajo, se reemplazan sólo los que tienen un cargo autoritario; 
5. El gobierno comunista recién formado garantiza la inviolabilidad de las vidas y los bienes de los miembros del Parlamento y del Gobierno; 
6. Se tomarán medidas para evitar que el Ejército Rojo entre en la ciudad de Bakú combatiendo; 
7. El nuevo gobierno tomará medidas decisivas con los medios de que dispone contra todas las fuerzas extranjeras que pretendan a socavar la independencia de Azerbaiyán, independientemente de su ubicación.
Por lo tanto, en esa reunión, celebrada bajo el asedio, el Parlamento de la República Popular de Azerbaiyán fue fiel a sus tradiciones democráticas e ideas de independencia en esa reunión. Pero los ocupantes ignoraron la decisión del Parlamento de la República Popular de Azerbaiyán de entregar pacíficamente el poder a los comunistas sin derramamiento de sangre. No obstante, Azerbaiyán del Norte fue nuevamente ocupada por Rusia como resultado de la intervención militar soviética y las operaciones sangrientas del XI Ejército Rojo que violó las normas del derecho internacional, La República Popular de Azerbaiyán dejó huellas profundas en la historia del movimiento de liberación de nuestro pueblo. A pesar de una efímera existencia de 23 meses, la República Popular de Azerbaiyán demostró que los regímenes coloniales y represivos más crueles no son capaces de destruir los ideales de libertad del pueblo azerbaiyano y las tradiciones de independencia del Estado. La primera república parlamentaria en la historia del pueblo azerbaiyano, la República Popular de Azerbaiyán, fue el primer estado democrático, legal y secular en el este, asimismo en el mundo turco-islámico. La República Popular Democrática de Azerbaiyán, por su estructura política, no se quedó rezagada ante las repúblicas democráticas tradicionales de Europa en cuanto a las medidas realizadas para la construcción de un Estado democrático, así como por los objetivos y metas perseguidos.

## Elecciones
El informe del Parlamento de la República de Azerbaiyán señala que las elecciones serán confidenciales y los 36 miembros musulmanes serán seleccionados de entre los musulmanes a la Asamblea, es decir, al Parlamento, a 44 miembros del Consejo Nacional. Elecciones En las actas literales del Parlamento de la República de Azerbaiyán se señalaba que las elecciones serían confidenciales y se elegirán 36 miembros más al Consejo Nacional, por encima de los 44 existentes. La proporción de los miembros que iban a ser involucrados era así como está a continuación:
En las actas literales del Parlamento de la República de Azerbaiyán se señalaba que las elecciones serían confidenciales y se elegirían 36 miembros más al Consejo Nacional, encima de los 44 existentes. La proporción de los miembros que iban a ser involucrados era así como está a continuación: 
- Bakú - 5
- Distrito de Goychay, gubernia de Bakú - 2 (una ciudad, un distrito).
- Distrito de Javad, gubernia de Bakú - 2 (una ciudad, un distrito).
- Distrito de Guba, gubernia de Bakú - 3 (una ciudad, dos distritos)
- Distrito de Lankaran, gubernia de Bakú - 2 (una ciudad, un distrito).
- Distrito de Shamakhi, gubernia de Bakú - 2
- Ganja - 3 (una ciudad, dos distritos).
- Distrito de  Arash, gubernia de Elizavetpol - 2 (una ciudad, un distrito).
- Distrito de Javanshir, gubernia de Elizavetpol - 1
- Distrito de Zangazur, gubernia de Elizavetpol - 2
- Distrito de Gazakh, gubernia de Elizavetpol - 1
- Distrito de Jabrayil, gubernia de Elizavetpol - 1
- Distrito de Nukha, gubernia de Elizavetpol - 2 (una ciudad, un distrito).
- Distrito de Shusha, gubernia de Elizavetpol - 2 (una ciudad, un distrito).
- Distrito de Zagatala - 2 (una ciudad, una provincia).
- La parte de la provincia de Ereván que está en Azerbaiyán - 3
- La parte de la provincia de Tbilisi que está Azerbaiyán - 1

- De las naciones minoritarias: 21 miembros de la población armenia de los cuales 8 eran del comité de la población armenia de Ganja, 8 del comité de la población armenia de Shusha, 5 del comité de la población armenia de Bakú;
- Del consejo nacional ruso de la población rusa - 10;
- De la organización nacional de la población alemana - 1;
- Del consejo nacional judío - 1;
- Del comité georgiano - 1;
- Del comité polaco - 1;
- Del Consejo Sindical de Bakı - 3;
- Del las sociedades comercio-industrial y del congreso soviético de Bakú en total - 2.

## Gobiernos de la República Democrática de Azerbaiyán.
I Gabinete del gobierno: 28.05.1918 – 17.06.1918.

1. Presidente del Consejo de Ministros y Ministro del Interior – Fatali kan Khoyski (sin partido).
2. Ministro de Defensa – Khosrov Pasha bey Sultanov (Musavat).
3. Ministro de Asuntos Exteriores – Mammadhasan Hajinski (Musavat).
4. Ministro de Finanzas y de Educación Popular – Nasib bey Yusifbeyli (Musavat).
5. Ministro de Justicia  – Khalil bey Khasmammadov (Musavat).
6. Ministro de Comercio e Industria  – Mammad Yusif Jafarov (sin partido, luego – Musavat).
7. Ministro de Agricultura y Trabajo – Akbar agha Sheykhulislamov (Hummat).
8. Ministro de Carreteras, Correos y Telégrafos – Khudadat bey Malik-Aslanov (sin partido).
9. Inspector estatal – Jamo bey Hajinski (socialista).
II Gabinete del gobierno: 17.06.1918 – 07.12.1918.
1. Presidente del Consejo de Ministros y Ministro de Justicia – Fatali kan Khoyski (sin partido).
2. Ministro de Asuntos Exteriores – Mammadhasan Hajinski (Musavat).
3. Ministro de Educación Popular y de Religión – Nasib bey Yusifbeyli (Musavat).
4. Ministro del Interior – Behbud kan Javanshir (sin partido).
5. Ministro de Agricultura – Khosrov Pasha bey Sultanov (Musavat).
6. Ministro de Salud y Seguridad Social – Khudadat bey Rafibeyli (sin partido).
7. Ministro de Carreteras – Khudadat bey Malik-Aslanov (sin partido).
8. Ministro de Comercio e Industria, Ministro de Alimentación – Agha Ashurov (sin partido).
9. Ministro de Finanzas – Abdulali bey Amirjanov (sin partido).
10. Ministro sin cartera – Alimardan bey Topchubashov (sin partido).
11. Ministro sin cartera – Musa bey Rafiyev (Musavat).
12. Ministro sin cartera – Khalil bey Khasmammadov(Musavat).
Después de los cambios internos al gabinete con fecha del 6.10.1918
1. Presidente del Consejo de Ministros – Fatali kan Khoyski (sin partido).
2. Ministro de Comercio e Industria, Ministro del Interior – Behbud kan Javanshir (sin partido).
3. Ministro de Asuntos Exteriores  – Alimardan bey Topchubashov (sin partido).
4. Ministro de Finanzas – Mammadhasan Hajinski (Musavat).
5. Ministro de Educación Popular – Nasib bey Yusifbeyli (Musavat).
6. Ministro de Carreteras – Khalil bey Khasmammadov (sin partido).
7. Ministro de Agricultura  – Khosrov Pasha bey Sultanov (Musavat).
8. Ministro de Sanidad Popular – Khudadat bey Rafibeyli (sin partido).
9. Ministro de Correos y Telégrafos – Agha Ashurov (sin partido).
10. Ministro de Seguridad Social y de Religión – Musa bey Rafiyev (Musavat).
11. Delegado de Asuntos Militares – Ismayil kan Ziyadkhanov (sin partido).
12. Inspector Estatal – Abdulali bey Amirjanov (sin partido).
III Gabinete del gobierno: 26.12.1918 – 14.03.1919.
1. Presidente del Consejo de Ministros y Ministro de Asuntos Exteriores – Fatali kan Khoyski (sin partido).
2. Ministro del Interior  – Khalil bye Khasmammadov (Musavat).
3. Ministro de Finanzas – I.Protasov (Sociedad eslavo-rusa).
4. Ministro de Carreteras – Khudadat bey Malik-Aslanov (sin partido).
5. Ministro de Justicia – T.Makinski (?) .
6. Ministro de Educación y de Religión – Nasib bey Yusifbeyli (Musavat).
7. Ministro de Correos, Telégrafos y  Trabajo – Aslan bey Safikurdski (socialista).
8. Ministro de Defensa  – Samad bey Mehmandarov (sin partido).
9. Ministro de Seguridad Social – Rustam kan Khoyski (sin partido).
10. Ministro de Sanidad Popular – Y.Gindes (sociedad eslavo-rusa).
11. Ministro de Comercio y Industria – Mirza Asadullayev (sin partido).
12. Inspector Estatal – Mammadhasan Hajinski (16.01.1919).
13. Ministro de Alimentación – Konstantin Lizgar (sociedad eslavo-rusa).
14. Ministro de Agricultura – Khosrov bey Sultanov (Musavat).
IV Gabinete del gobierno: 14. 03. 1919 – 22. 12. 1919.
1. Presidente del Consejo de Ministros y Ministro del Interior  – Nasib bey Yusifbeyli (sin partido).
2. Ministro de Finanza – Aliagha Hasanov (sin partido).
3. Ministro de Comercio e Industria – Agha Aminov (sin partido).
4. Ministro de Asuntos Exteriores – Mammad Yusif Jafarov (Musavat).
5. Ministro de Carreteras – Khudadat bey Malik-Aslanov] (sin partido).
6. Ministro de Correos y Telégrafos – Jamo bey Hajinski (socialista).
7. Ministro de Defensa – Samad bey Mehmandarov (sin partido).
8. Ministro de Seguridad Social  – Viktor Klenevski (sociedad eslavo-rusa).
9. Ministro de Sanidad  – Abram Dastakov (Dashnaksyutun) .
10. Ministro de Educación y Religión – Rashid kan Gaplanov (Ahrar).
11. Ministro de Agricultura  – Aslan bey Gardashov (Ahrar) .
12. Ministro sin cartera  – Khoren Amaspur (Dashnaksyutun).
13. Inspector Estatal – Nariman bey Narimanbeyli (Musavat).
14. Ministro de Justicia y Trabajo – Aslan bey Safikurdski (socialista).
15. Más tarde Ministro del Interior  – Khalil bey Khasmammadov (Musavat).
V Gabinete del gobierno: 24. 12. 1919 – 01. 04. 1920.
1. Presidente del Consejo de Ministros  – Nasib bey Yusifbeyli (Musavat).
2. Ministro de Asuntos Exteriores  – Fatali kan Khoyski (sin partido).
3. Ministro de Defensa  – Samad bey Mehmandarov (sin partido).
4. Ministro del Interior  – Mammadhasan Hajinski 18.09.02.Después de1920 Mustafa bey Vakilov (el primero al principio Musavat, luego comunista, Mustafa bey Vakilov – Musavat).
5. Ministro de Justicia – Khalil bey Khasmammadov (Musavat).
6. Ministro de Finanzas – Rashid kan Gaplanov (Ahrar).
7. Ministro de Finanzas y Religión – Hamid bey Shahtakhtinski (después del 05.03.1920 Nurmammad bey Shahsuvarov, ambos - Ittihad).
8. Ministro de Trabajo – Ahmad bey Pepinov (socialista).
9. Ministro de Carreteras, al mismo tiempo Ministro interino de Comercio, Industria y Alimentación – Khudadat bey Malik-Aslanov (Después del 18.02.1920, Ministro de Comercio, Industria y Alimentación – Mammadhasan Hajinski).
10. Ministro de Correos y Telégrafos – Jamo bey Hajinski (socialista).
11. Ministro de Seguridad Social y Sanidad – Musa bey Rafiyev (Musavat).
12. Inspector Estatal – Heybatgulu Mammadbayli (Ittihad)

### Composición de la República Democrática de Azerbaiyán.
Facciones y miembros de facciones del Parlamento de la República Popular de Azerbaiyán:
I. Facción de Musavat və Sin partidos
1. Mammad Amin Rasulzadeh
2. Hasan bey Aghayev 
3. Nasib bey Yusifbeyli 
4. Khalil bey Khasmammadov 
5. Mammadhasan Hajinski 
6. Abbasgulu Kazimzada 
7. Musa bey Rafiyev 
8. Javad bey Malikyeganov 
9.  Mehdi bey Hajinski 
10. Mehdi bey Hajibababeyov 
11. Rahim bey Vakilov 
12. Shafi bey Rustambayli 
13. Haji Salim Akhundzada 
14. Mustafa Mahmudov 
15. Asaf bey Shikhalibayov 
16. Abuzar bey Rzayev 
17. Ahmad Hamdi Garaaghazada 
18. Agha Amirov 
19. Nariman bey Narimanbeyli 
20. Mirza Sadig Akhundzada 
21. Museyib bey Akhijanov 
22. Mustafa agha Vakilov 
23. Mammadbaghir Sheykhzamanli 
24. Mammadali Rasulzada 
25. Murtuza Akhundov 
26. Rza bey Akhundov 
27. Mammadrza agha Vakilov 
28. Jalil bey Sultanov 
29. Ashraf bey Taghiyev 
30. Mammad Yusif Jafarov 
31. Mirza Asadullayev 
32. Yusif Ahmadzada 
33. Bakhish bey Rustambeyov 
34. Fatali kan Khoyski 
35. Agha bey Safaraliyev 
36. Asadulla Ahmadov 
37. Agha Ashurov 
38. Gulamhuseyn bey Kazimbeyov 
II. Facción de Ittihad
1. Gara bey Garabeyov 
2. Mir Yagub Mehdiyev 
3. Gazi Ahmad bey Mammadov 
4. Jamil Lambaranski 
5. Bahram bey Vazirov 
6. Sultan Majid Ganizada 
7. Hamdulla afandi Afandizada 
8. Zeynal bey Vazirov 
9. Heybatgulu Mammadbayli 
10. Ali bey Zizikski 
11. Gara bey Aliverdiler 
12. Asad bey Amirov 
13. Isgandar bey Akhundov 
III. Facción de Ahrar
1. Aslan bey Gardashov 
2. Haji Molla Ahmad Nuruzada 
3. Mukhtar afandi Afandizada 
4. Garib Karimoghlu 
5. Bayram Niyazi Kichikkhanli 
IV. Facción de socialistas
1. Samad agha Aghanalioghlu 
2. Aliheydar Garayev 
3. Gasim bey Jamalbeyov 
4. Haji Karim Sanili 
5. Ahmad bey Pepinov 
6. Jamo bey Hajinski 
7. Rza bey Garasharli 
8. Aslan bey Safikurdski 
9. Ibrahim Abilov 
10. Baghir Rzayev 
11. Vladislav Bakradze 
12. Akbar agha Sheykhulislamov 
13. Ibrahim Ismayilzada 
V. Sin partidos
1. Bahram bey Akhundov 
2. Behbud kan Jvanshir 
3. Abdulali bey Amirjanov 
VI. Independientes
1. Alimardan bey Topchubashov
2. Samad bey Mehmandarov
3.  Khudadat bey Malikaslanov 
4.  Baba bey Gabulzada 
VII. Independiente de izquierda
1. Abdulla bey Afandizada 
VIII. Facción de la Unión Eslavo-Rusa
1.  Viktor Klanevski
2.  Basili Kravchenko
3.  Sergey Remizov
4.  Fyodor Kotılevski
5.  Vladimir Ollongren
IX. Facción de pueblos minoritarios
1.  Lorens Kun
2.  Moisey Gukhman
3.  Stanislav Vonsovich
4.  Vasil Kujim
X. Facción armenia
1.  Arshak Paronyan
2.  Yervan Tagionosov
3.  İsag Khojayev
4.  Stepen Togionosov
5.  Georgi Shahnazarov
XI. Facción de Daşnaksutyun
1.  Arshak Malkhazyan
2.  Khoren Amaspur
3.  Pogos Jubarlı
4.  Abgar Papyan
5.  Aleksandr Ter-Azeryan
6.  Bogdan Balayans

## Cancillería del Parlamento
- Mammadagha Vakilov, jefe de la cancillería
- Shafiga Afandizada, subjefe
- Huseyn bey Mirzajamalov, jefe del departamento legal
- Abbasali bey Hajızada, jefe del departamento administrativo
- Mammadsaid Akhundov, secretario especial del jefe
- Habib Babazada, secretario
- Jamal Pashazada, secretario
- Gazanfar Sultanov, secretario
- Jamaladdin Mammadzada, secretario
- Zeynalabdin Gozalzada, secretario
- Jeyran Shirinzada, secretario
- Stanislav Vonsovich, secretario
- Hasan Mustafazada, secretario
- Aghalar Iskandarov, secretario
- Mir Asadulla Seyidmammadov, contable
- Abbasali Asgarzada, asistente contable
- Aliabbas Mammadov, asistente contable
- Rubaba Yagubzada, registrador
- Mir Badraddin Seyidzada, registrador
- Rza bey Sultanov, médico del parlamento
- S.Pashazada, empleado de la cancillería
- F.Mustafazada, empleado de la cancillería
- Izzat Huseynov, empleado de la cancillería
- G.Zeynalzada, empleado de la cancillería
- A.Sheykhzamanov, empleado de la cancillería
- Alirza Atayev , redactor de la lengua rusa
- Huseyn Sadigov, redactor de la lengua turca